# Bufonidae
- Commons
- Wikispecies

Os sapos são membros da família Bufonidae, pertencente à ordem Anura (rãs e sapos). Eles são a única família de anuros cujos membros todos são conhecidos como "sapos". Os bufonídeos compreendem agora mais de 35 gêneros, Bufo sendo o mais difundido e bem conhecido.

## Características
Sapos verdadeiros são difundidos e ocorrem nativamente em todos os continentes, exceto Austrália e Antártica, habitando ambientes variados, de áreas áridas a florestas úmidas. O sapo se distingue da rã pelas membranas interdigitais pouco desenvolvidas e pela pele mais seca e rugosa. Geralmente, vive em ambiente mais seco. A maioria bota ovos em sequências de pares, os quais eclodem em girinos, embora no gênero Nectophrynoides os eclodam diretamente em sapos em miniatura.
Sapos verdadeiros são sem dentes e geralmente com verrugas em aparência, e têm um par de glândulas parotóides na parte de trás de suas cabeças. Estas glândulas contêm um veneno alcaloide o qual os sapos excretam quando estressados. O veneno nas glândulas contém um número de toxinas causantes de diferentes efeitos. Bufotoxina é um termo geral, entretanto diferentes animais contêm significativamente diferentes substância e proporções de substâncias. Alguns, feito o sapo cururu Bufo marinus, são mais tóxicos que outros. Alguns "sapos psicoativos", tais como o sapo-do-rio-colorado Bufo alvaris, têm sido usados recreacionalmente para os efeitos da bufotoxina. Sapos machos possuem um órgão de Bidder. Sob as condições certas, o órgão torna-se um ovário ativo, e o sapo, em efeito, torna-se fêmea.
Os sapos capturam suas presa lançando para fora da boca a língua muscosa, longa e pegajosa, que é presa ao assoalho da boca pela extremidade anterior.

## Taxonomia
Bufonidae contém cerca de 600 espécies dentre 52 gêneros.
- "Bufo" hadramautinus Cherchi, 1963
- "Bufo" scorteccii Balletto and Cherchi, 1970
- Adenomus Cope, 1861 (2 espécies)
- Altiphrynoides Dubois, 1987 (2 espécies)
- Amazophrynella Fouquet, Recoder, Teixeira, Cassimiro, Amaro, Camacho, Damasceno, Carnaval, Moritz, and Rodrigues, 2012 (7 espécies)
- Anaxyrus Tschudi, 1845 (23 espécies)
- Ansonia Stoliczka, 1870 (33 espécies)
- Atelopus Duméril and Bibron, 1841 (96 espécies)
- Barbarophryne Beukema, de Pous, Donaire-Barroso, Bogaerts, Garcia-Porta, Escoriza, Arribas, El Mouden, and Carranza, 2013 (1 espécie)
- Blythophryne Chandramouli, Vasudevan, Harikrishnan, Dutta, Janani, Sharma, Das, and Aggarwal, 2016 (1 espécie)
- Bufo Garsault, 1764 (17 espécies)
- Bufoides Pillai and Yazdani, 1973 (2 espécies)
- Bufotes Rafinesque, 1815 (16 espécies)
- Capensibufo Grandison, 1980 (5 espécies)
- Churamiti Channing and Stanley, 2002 (1 espécie)
- Dendrophryniscus Jiménez de la Espada, 1870 (10 espécies)
- Didynamipus Andersson, 1903 (1 espécie)
- Duttaphrynus Frost, Grant, Faivovich, Bain, Haas, Haddad, de Sá, Channing, Wilkinson, Donnellan, Raxworthy, Campbell, Blotto, Moler, Drewes, Nussbaum, Lynch, Green, and Wheeler, 2006 (27 espécies)
- Epidalea Cope, 1864 (1 espécie)
- Frostius Cannatella, 1986 (2 espécies)
- Ghatophryne Biju, Van Bocxlaer, Giri, Loader, and Bossuyt, 2009 (2 espécies)
- Incilius Cope, 1863 (39 espécies)
- Ingerophrynus Frost, Grant, Faivovich, Bain, Haas, Haddad, de Sá, Channing, Wilkinson, Donnellan, Raxworthy, Campbell, Blotto, Moler, Drewes, Nussbaum, Lynch, Green, and Wheeler, 2006 (12 espécies)
- Laurentophryne Tihen, 1960 (1 espécie)
- Leptophryne Fitzinger, 1843 (2 espécies)
- Melanophryniscus Gallardo, 1961 (29 espécies)
- Mertensophryne Tihen, 1960 (14 espécies)
- Metaphryniscus Señaris, Ayarzagüena, and Gorzula, 1994 (1 espécie)
- Nannophryne Günther, 1870 (4 espécies)
- Nectophryne Buchholz and Peters, 1875 (2 espécies)
- Nectophrynoides Noble, 1926 (13 espécies)
- Nimbaphrynoides Dubois, 1987 (1 espécie)
- Oreophrynella Boulenger, 1895 (9 espécies)
- Osornophryne Ruiz-Carranza and Hernández-Camacho, 1976 (11 espécies)
- Parapelophryne Fei, Ye, and Jiang, 2003 (1 espécie)
- Pedostibes Günther, 1876 (1 espécie)
- Pelophryne Barbour, 1938 (12 espécies)
- Peltophryne Fitzinger, 1843 (12 espécies)
- Phrynoidis Fitzinger in Treitschke, 1842 (2 espécies)
- Poyntonophrynus Frost, Grant, Faivovich, Bain, Haas, Haddad, de Sá, Channing, Wilkinson, Donnellan, Raxworthy, Campbell, Blotto, Moler, Drewes, Nussbaum, Lynch, Green, and Wheeler, 2006 (10 espécies)
- Pseudobufo Tschudi, 1838 (1 espécie)
- Rentapia Chan, Grismer, Zachariah, Brown, and Abraham, 2016 (2 espécies)
- Rhaebo Cope, 1862 (13 espécies)
- Rhinella Fitzinger, 1826 (93 espécies)
- Sabahphrynus Matsui, Yambun, and Sudin, 2007 (1 espécie)
- Schismaderma Smith, 1849 (1 espécie)
- Sclerophrys Tschudi, 1838 (45 espécies)
- Sigalegalephrynus Smart, Sarker, Arifin, Harvey, Sidik, Hamidy, Kurniawan, and Smith, 2017 (2 espécies)
- Strauchbufo Fei, Ye, and Jiang, 2012 (1 espécie)
- Truebella Graybeal and Cannatella, 1995 (2 espécies)
- Vandijkophrynus Frost, Grant, Faivovich, Bain, Haas, Haddad, de Sá, Channing, Wilkinson, Donnellan, Raxworthy, Campbell, Blotto, Moler, Drewes, Nussbaum, Lynch, Green, and Wheeler, 2006 (5 espécies)
- Werneria Poche, 1903 (6 espécies)
- Wolterstorffina Mertens, 1939 (3 espécies)
- Xanthophryne Biju, Van Bocxlaer, Giri, Loader, and Bossuyt, 2009 (2 espécies)